# Guillaume Habert
Pour les articles homonymes, voir Habert.
Guillaume Habert, sieur de la Couture, est maire de Tours de 1555 à 1556. 

## Biographie
Guillaume Habert est issu de la famille Habert de Montmort, originaire d'Artois.
Guillaume Habert, sieur de La Couture, est d'abord prévôt de la monnaie de Tours. Ensuite, il succède à Jean Falaiseau comme maire de Tours en novembre 1555. Il a pour successeur en 1556 Robin Fichepain, seigneur de La Goguerie.
Il organise l'entrée royale du roi Henri II dans Tours le 18 mars 1555 et se fait ensuite rembourser les frais qu'il a avancés.

## Héraldique
D'azur, au chevron d'or, accompagné de trois fers de moulin d'argent, 2, 1,.
La famille Habert adopte ensuite d'autres armes : Ecartelé ; aux 1 et 4 d'azur, au chevron d'or accompagné de trois anilles d'argent, 2, 1 ; aux 2 et 3 d'azur, à trois pattes de griffon d*or, 2, l ; accolé d'or, au chevron de gueule, accompagne de trois têtes de maure de sable, tortillées d'argent.